# Auditorium Parco della Musica
L'Auditorium Parco della Musica "Ennio Morricone" è un complesso multifunzionale di Roma, realizzato per ospitare eventi musicali e culturali. Progettato da Renzo Piano, è situato ai Parioli, su un'area di 55000 m² compresa fra Villa Glori, il Villaggio Olimpico, il viadotto di corso di Francia e viale Maresciallo Pilsudski.
Fu inaugurato il 21 aprile 2002 con l'apertura della Sala Sinopoli; il 21 dicembre dello stesso anno fu poi aperto il resto del complesso e inaugurata la Sala Grande (intitolata a Santa Cecilia), con un concerto dell'Orchestra dell'Accademia Nazionale di Santa Cecilia diretta da Chung Myung-whun.
Nel 2020, a seguito di una riunione del consiglio comunale di Roma, è stata approvata l'intitolazione dell'Auditorium a Ennio Morricone.

## Descrizione
I volumi principali del complesso sono costituiti dalle tre sale da concerto, allocate in edifici di diverse dimensioni, con una forma che richiama quella di uno scarabeo; le tre sale sono coperte con lastre di piombo e disposte a raggiera intorno a un teatro all'aperto, la cavea, che può accogliere circa 3.000 spettatori. Lo spazio circostante, dove le costruzioni non superano l'altezza della cavea, è occupato da altre strutture – ambienti di servizio, studi di registrazione, sale prove – mentre attorno all'insieme degli edifici corre un vasto terrazzo praticabile. Da qui, tra la sala Santa Cecilia e la sala Sinopoli, sono visibili i resti della villa romana venuti in luce durante la costruzione del complesso (la cui scoperta comportò una sostanziale modifica del progetto originario di Piano), i cui reperti sono esposti in un piccolo museo ricavato sotto la cavea.
Oltre alle tre sale da concerto la struttura comprende anche il Teatro Studio, tre diversi studi di registrazione, e il foyer (che in realtà è l'atrio comune alle sale). Sono stati aperti un bar, un bar-caffetteria e (con accesso anche alla strada) un bar-ristorante e una grande libreria. Il complesso ospita anche gli uffici della Fondazione Musica per Roma, che gestisce la struttura, e dell'Accademia Nazionale di Santa Cecilia, della quale è sede principale.
L'Auditorium è infatti dal 2003 la sede stabile della Stagione Concertistica dell'Accademia Nazionale di Santa Cecilia – che ospita all'interno della struttura anche la propria Bibliomediateca e il Museo degli Strumenti Musicali – e della programmazione della Fondazione Musica per Roma, che comprende eventi multidisciplinari, concerti di musica rock, pop, jazz, contemporanea, lirica, elettronica e etnica, rassegne di teatro, danza, circo, letteratura e poesia, mostre, incontri con gli autori, festival di scienze e del libro e le stagioni delle quattro orchestre residenti dedicate al jazz, alla musica contemporanea e alla musica popolare.
Dal 2006, l'auditorium ospita anche la Festa del Cinema di Roma.
Nel corso del 2016, all'interno dell'Auditorium Parco della Musica, sono stati effettuati dalla sola Fondazione Musica per Roma 608 eventi, esclusi gli appuntamenti di natura congressuale, per un incasso di 9.702.260 euro (+3% rispetto al 2015, record storico per l'Auditorium Parco della Musica). Sempre nel 2016, sono stati 287.109 i biglietti venduti. I frequentatori totali del Parco della Musica nel 2014 sono stati calcolati in più di 2 milioni, confermandolo come prima struttura culturale europea per numero di visitatori e come seconda al mondo dopo il Lincoln Center di New York.

### L'Accademia Nazionale di Santa Cecilia
L'Accademia Nazionale di Santa Cecilia è una delle più antiche istituzioni musicali al mondo.
Inizialmente creata come congregazione di musici, nel corso dei secoli è divenuta una Accademia internazionalmente acclamata per la sua importanza, con un corpo accademico costituito da 70 membri effettivi e 30 onorari, nel quale figurano i maggiori musicisti italiani e stranieri, ed un'orchestra e un coro sinfonici noti e apprezzati in tutto il mondo. All'attività concertistica si affiancano un'attività di promozione della cultura e del patrimonio musicale e una tradizione didattica di altissimo livello con corsi di perfezionamento tenuti dai migliori solisti.
Dal 1998 è diventata fondazione. L'attuale presidente-sovrintendente è Massimo Biscardi, il direttore musicale Daniel Harding.

### La Fondazione Musica per Roma
La Fondazione Musica per Roma, con sede negli uffici dell'auditorium, è attualmente diretta dalla giornalista Claudia Mazzola (Presidente) e Daniele Pitteri (Amministratore delegato).
Nasce il 19 luglio 2004, cambiando la ragione sociale originaria di Società per azioni con la quale venne istituita nel 1999. Giuridicamente si tratta della prima trasformazione di una Spa in Fondazione consentita dalla riforma del nuovo diritto societario.
I soci fondatori sono il Comune di Roma, che ha conferito in concessione d'uso per 99 anni l'immobile Auditorium alla Fondazione, la Camera di Commercio, la Provincia di Roma e la Regione Lazio.

## Le sale
Le tre sale sono esternamente formate da una base in mattone e dalla sala vera e propria, rivestita esternamente con listelli in piombo. Le sale sono state così battezzate:
- Sala Santa Cecilia, in onore della patrona della musica, con 2756 posti a sedere;
- Sala Sinopoli, in onore al direttore d'orchestra Giuseppe Sinopoli, con 1133 posti;
- Sala Petrassi (già Sala Settecento), in onore al compositore contemporaneo Goffredo Petrassi, con 673 posti;

A queste si aggiungono la cavea di 3000 posti, intitolata a Luciano Berio, e il teatro Studio da 308 posti, intitolato a Gianni Borgna.

### Sala Santa Cecilia
Posta nel punto di maggior impatto visivo dal parcheggio della struttura, la Sala Santa Cecilia è la più grande delle tre, ma anche quella acusticamente più difficile da gestire (vedi paragrafo Elogi e critiche).
È caratterizzata dalla vastità del palco e dall'innovativa soluzione per la copertura del soffitto, formato da 26 gusci in legno di ciliegio americano, ciascuno con una superficie media di 180 m². L'intera sala assume funzione di vera e propria cassa armonica. Attorno al palco, compresa la parte posteriore, si sviluppa una galleria con ulteriori posti a sedere, forse non favoriti acusticamente.
Questa sala, espressamente progettata per la musica classica ma utilizzata anche per ospitare altri tipi di eventi, ha caratteristiche di riverberazione uniche in Italia, con un tempo di ritorno di 2,2 secondi per le dimensioni assolutamente fuori dal comune della struttura, e per l'effetto dei già citati gusci lignei che fungono da specchio acustico. L'effetto prodotto consiste nella netta sensazione che l'intensità sonora diminuisca solo fino alla decima fila, oltre la quale sembra mantenersi costante.
Le motivazioni alla base di una simile scelta progettuale sono insite nella destinazione d'uso della sala che nelle intenzioni sarebbe dovuta essere impiegata unicamente per la musica classica, nella quale la sola pressione sonora a disposizione per raggiungere a un volume soddisfacente gli oltre 2.700 posti è quella fornita dallo strumento, da qui la necessità di centellinare ogni singolo metro di superficie per "far suonare" opportunamente la sala.

### Sala Sinopoli

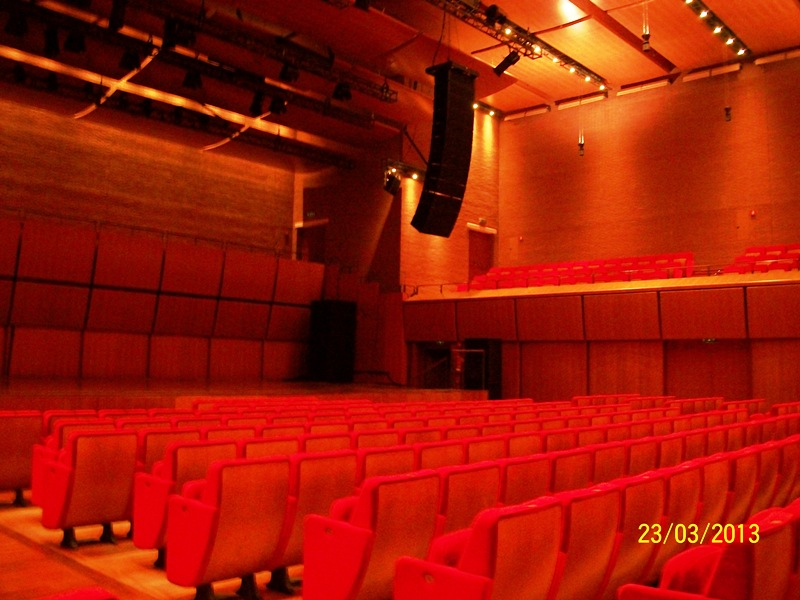
L'interno della sala Sinopoli

La sala mediana dell'auditorium è stata intitolata al maestro Giuseppe Sinopoli. Ha come prerogativa l'adattabilità dello spazio interno in funzione del numero di esecutori e del comportamento acustico richiesto dall'evento. L'interno si presenta in modo esteticamente più sobrio, con pareti e controsoffitto perpendicolari. Una galleria si estende su tre dei quattro lati della sala.

### Sala Petrassi
La più piccola delle sale da concerto dell'auditorium di Roma è stata intitolata al maestro Goffredo Petrassi dopo la sua morte nel 2003. All'epoca dell'inaugurazione era ancora nominata genericamente Sala Settecento dal numero di posti a sedere. Appare verosimile che l'intenzione di dedicargli una delle sale dell'auditorium fosse già da tempo nell'animo degli amministratori capitolini. Il maestro Petrassi, nonostante l'età avanzata, volle assistere all'inaugurazione, ed ebbe l'onore della prima assoluta nella Sala Sinopoli dell'Ouverture da Concerto per Orchestra da lui composta nel 1931.
Il repertorio a cui si dedica la Sala Petrassi è principalmente costituito da musica lirica, musica jazz, spettacoli di teatro, di danza, e proiezione di film.
Per assecondare le necessità teatrali è stata realizzata l'apposita fossa d'orchestra, oltre alle pareti laterali del palco semoventi, che permettono di ridurre le dimensioni del palco e ricavare spazio ai lati per l'ingresso in scena degli attori.

## Elogi e critiche

### Gli esterni

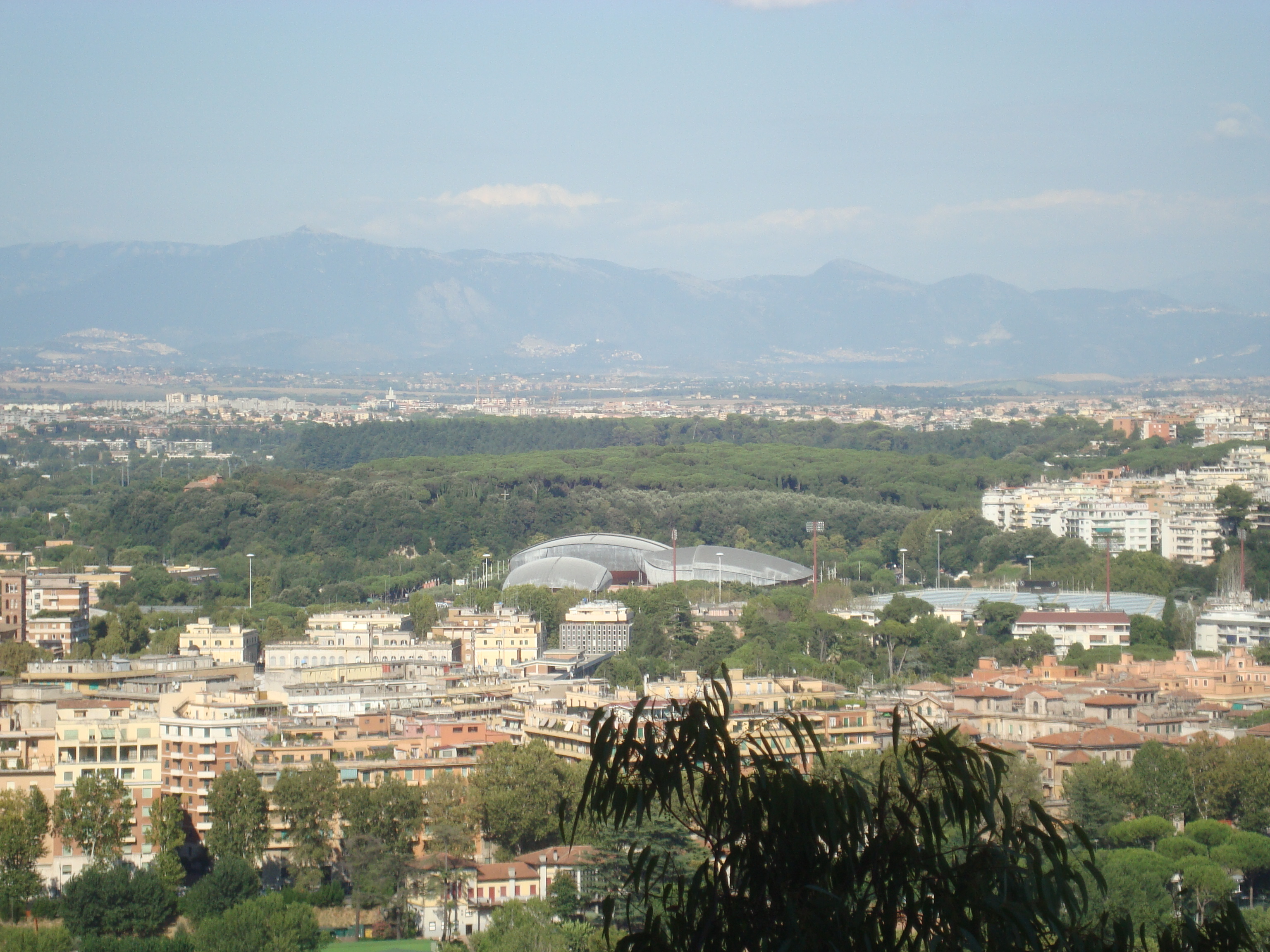
Una panoramica del quartiere Parioli intorno all'auditorium

Il nuovo auditorium di Roma è uno dei vanti dell'amministrazione cittadina. A più di sessant'anni dalla demolizione della sala dell'Augusteo, la Capitale ha ritrovato una sala ideata espressamente per la musica classica. Renzo Piano, vincitore del concorso a inviti del 1993, ha lavorato in sinergia con Jürgen Reinhold dello studio Müller-BBM di Monaco di Baviera, che si è preoccupato di dotare le tre sale di un'acustica ottimale, e con l'architetto paesaggista Franco Zagari che si è occupato della consulenza urbanistica e degli spazi esterni.
Dal punto di vista urbanistico, una volta che la sagoma della nuova struttura ebbe preso forma ci si rese conto che, a causa delle dimensioni enormi, il complesso risultava fuori scala rispetto al tessuto urbanistico circostante. Un'ulteriore difficoltà derivò dalla necessità di modificare radicalmente il progetto a causa dei ritrovamenti archeologici: ad esempio, due dei tre "scarabei" furono traslati a Ovest, fino a sfiorare il viadotto di Corso Francia che taglia in due il Villaggio Olimpico, con la necessità di adottare alcuni accorgimenti relativi alla viabilità come, ad esempio, la chiusura al traffico automobilistico di viale De Coubertin.
Per quanto riguarda le tecniche di costruzione, il cantiere ebbe vicende molto travagliate, sulle cui responsabilità è ancora in corso una vertenza giudiziaria (in corso d'opera il contratto con la ditta aggiudicataria fu risolto e fu indetta una nuova gara d'appalto). Ne è conseguita una forte lievitazione dei costi, sulla quale si sono concentrate critiche e accuse da parte della Corte dei conti.

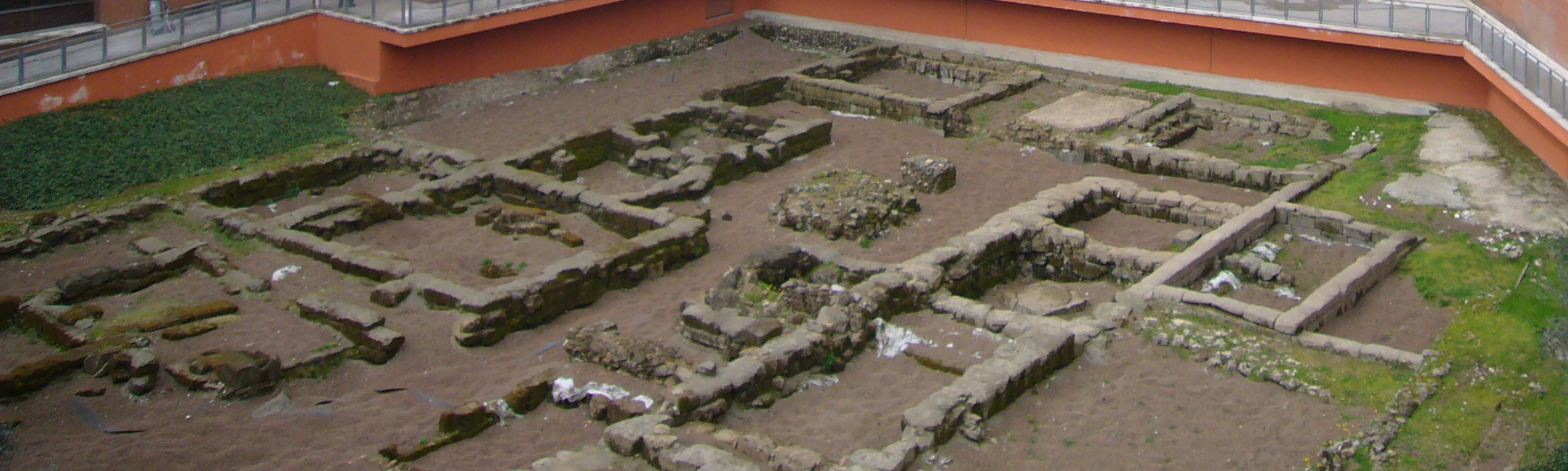
Le rovine della villa romana all'interno dell'auditorium

L'area del Villaggio Olimpico, scelta dal consiglio comunale di Roma nel 1992 dopo un annoso dibattito, non era considerata da tutti ideale, non solo per le dimensioni e la conformazione del terreno, ma anche per la distanza dalla metropolitana (la stazione più vicina si trova in piazzale Flaminio) e dalle direttrici del trasporto pubblico. Il progetto risentì anche di una situazione legislativa piuttosto precaria, poiché all'epoca non erano ancora entrate in vigore le nuove disposizioni comunitarie in materia d'impatto ambientale e le norme sulle opere pubbliche confluite nella "legge Merloni". Nel 1995 e nel 1997 il Consiglio superiore dei lavori pubblici emise dei pareri fortemente critici, che furono minimizzati dal sindaco di Roma Francesco Rutelli, che in quell'occasione fu sostenuto della stampa e da larga parte dell'opinione pubblica.
Problema irrisolto sono i parcheggi: i pochi parcheggi all'interno dell'auditorium sono considerati dal pubblico troppo cari, il che ne scoraggia l'uso. Pertanto le auto in sosta per i concerti invadono il quartiere del Villaggio Olimpico.

### La polemica dell'organo
Altro problema irrisolto è quello della totale assenza di organi a canne nelle sale. Fu la storica associazione culturale e di tutela Italia Nostra a lanciare l'appello nel 2002, a lavori ancora non ultimati. La polemica ebbe un'insospettabile vasta eco sulla stampa; il critico musicale Paolo Isotta arrivò, per questo, a definire la Sala Santa Cecilia "un salotto senza divano". Replicò alla denuncia dell'Associazione il Direttore dell'Accademia Luciano Berio, con argomentazioni rigettate da musicisti ed organologi. Si seppe che per lo strumento venne stanziato più di un milione di euro e fu nominata un'apposita commissione di illustri organisti, che però venne improvvisamente dimissionata una volta raggiunta una difficoltosa intesa sulle caratteristiche foniche dello strumento. Da qualche anno il Direttore d'orchestra ed organista italo-argentino Giorgio Carnini si adopera con il festival "Un Organo per Roma" e con conferenze stampa per sensibilizzare le autorità dell'Accademia e della Fondazione "Musica per Roma" a riprendere con urgenza il progetto.
Ad oggi, esclusi i piccoli strumenti per le sale accademiche del Conservatorio di Via dei Greci e del Pontificio istituto di Musica Sacra, Roma è l'unica Capitale europea senza un organo a canne in una sala da concerto: si usano organi elettronici con campionamenti digitali ed altoparlanti.

### Gli interni
Una volta inaugurato nella sua integrità, l'auditorium ha trovato consensi e critiche. Le critiche alla sala grande si sono concentrate sull'inadeguatezza del riscaldamento e sulla difficile accessibilità. Non essendo stato possibile intervenire nel sottosuolo, la sala insiste su un piano molto elevato rispetto al piano di campagna e, per raggiungere le gallerie, sono a disposizione solo due ascensori. Altre critiche sono state rivolte all'insufficienza dei servizi igienici e dell'aerazione nei momenti di massima affluenza.

### La resa acustica
Nei primi mesi di vita dell'auditorium sono stati riscontrati alcuni problemi di acustica delle sale. Il celebre direttore d'orchestra Wolfgang Sawallisch mosse alcune critiche all'indomani dell'inaugurazione («Il nuovo Auditorium è impressionante, ma della sala non mi convincono il palcoscenico e l'acustica») e furono riscontrati problemi con l'acustica del concerto del cantautore Ivano Fossati. In seguito, sono state apportate alcune modifiche per ottimizzare l'acustica delle sale.

## Registrazioni dal vivo
Diversi artisti hanno pubblicato musica eseguita all'Auditorium, come William Parker, Tuxedomoon, Vinicio Capossela, Mark Knopfler e Keith Jarrett; tra gli album live qui registrati figurano Sala Santa Cecilia di Christian Fennesz e Ryuichi Sakamoto (Touch, 2005), Roma di Enrico Rava e Joe Lovano (ECM, 2014) e Rome della band statunitense The National (4AD, 2024).

## Altro
Il 16 marzo 2010 hanno preso il via le trasmissioni di Radio Parco della Musica, web-radio ufficiale dell'auditorium, ascoltabile tramite il sito della struttura romana. Tra le peculiarità della radio, la diffusione, in esclusiva, dei grandi concerti dell'auditorium.
Il 4 ottobre 2011 ha debuttato Auditorium TV, canale YouTube ufficiale del Parco della Musica. Caratteristiche del canale, i filmati d'archivio esclusivi, le interviste agli artisti, le incursioni nel backstage dei concerti e il fortunato format "I Cinque Comandamenti".

## Collegamenti
| È raggiungibile dalle fermate Flaminia/Reni e Apollodoro | del tram 2 |

 Inoltre di fronte all'ingresso vi sono le fermate dalle linee degli autobus 910, 982, 168 (feriale) e 53.